# Heidi Zimmermann
Heidi Zimmermann (* 1. Mai 1946 in Zürs) ist eine ehemalige österreichische Skirennläuferin. Sie gewann die Silbermedaille im Riesenslalom und die Bronzemedaille in der Kombination bei den Weltmeisterschaften 1966.

## Biografie
Heidi Zimmermann begann schon sehr früh mit dem Skisport, ihre ältere Schwester Edith war ebenfalls Skirennläuferin. Zu Beginn der 1960er-Jahre feierte sie ihre ersten Erfolge bei Juniorenrennen. Im Winter 1963/64 gelang ihr im Slalom von Morzine der erste Sieg in einem FIS-Rennen, im Slalom von Abetone belegte sie Platz drei. Im folgenden Winter erzielte sie zahlreiche weitere Podestplätze, unter anderem im Seegrube-Riesenslalom bei Innsbruck und im Riesenslalom von Lienz. In der Saison 1965/66 folgte der nächste Sieg im Riesenslalom in Gries am Brenner sowie einige Podestplätze bei den Nordamerikarennen in Banff und am Mont Sainte-Anne.
Die größten Erfolge ihrer Karriere feierte Zimmermann bei den Weltmeisterschaften 1966 im chilenischen Portillo, die zum ersten und bisher einzigen Mal auf der Südhalbkugel während des europäischen Sommers ausgetragen wurden. Im Riesenslalom gewann die damals 20-Jährige die Silbermedaille und musste sich dabei nur der dominierenden Französin Marielle Goitschel geschlagen geben, mit den Plätzen neun in der Abfahrt und 18 im Slalom sicherte sie sich auch noch die Bronzemedaille in der Kombinationswertung. Durch die nachträgliche Disqualifikation von Erik(a) Schinegger war sie die einzige Österreicherin, die bei dieser WM Medaillen holte. Der Medaillenerfolg brachte ihr bei der Sportlerwahl im Dezember 1966 (damals noch ohne Trennung für Damen und Herren) Rang 3 mit 779 Punkten und einem ersten Platz) hinter Emmerich Danzer (1.275 Punkte, 91 erste Plätze) und der vorgenannten Schinegger (837 Punkte/18) ein.
In der ersten Saison des Alpinen Skiweltcups kam Zimmermann insgesamt siebenmal unter die schnellsten zehn, bestes Resultat war der fünfte Platz im Riesenslalom von Franconia am 11. März. Damit belegte sie den 16. Rang in der Gesamtwertung. Abseits des Weltcups gewann sie die FIS-Slaloms von Tahoe City in Kalifornien und am Ätna auf Sizilien. Während der Vorbereitungen für die Saison 1967/68 erlitt Zimmermann eine schwere Knieverletzung, kam daher im gesamten Winter nicht im Weltcup zum Einsatz und verpasste auch die Olympischen Spiele in Grenoble. Bei FIS-Rennen gelangen ihr hingegen einige Siege, unter anderem im Slalom von Haus im Ennstal und im Riesenslalom am Penken.
In der Saison 1968/69 nahm sie wieder an Weltcuprennen teil, kam insgesamt viermal in die Punkteränge und erzielte am 14. März 1969 mit Rang vier im Riesenslalom am Mont Sainte-Anne ihr bestes Weltcupresultat. Im selben Winter wurde sie auch österreichische Meisterin im Riesenslalom. In der folgenden Saison kam sie jedoch wieder nur bei FIS-Rennen zum Einsatz, bei denen sie unter anderem die Riesenslaloms von Sterzing und Innsbruck gewinnen konnte. Eine Qualifikation für die Weltmeisterschaften war ihr damit aber nicht möglich. Aufgrund mangelnder Perspektiven im Skirennsport beendete Zimmermann nach der Saison 1969/70 ihre Karriere.
Nach ihrer Eheschließung heißt sie Heidi Strasser-Zimmermann.

## Erfolge

### Weltmeisterschaften
- Portillo 1966: 2. Riesenslalom, 3. Kombination, 9. Abfahrt, 18. Slalom

### Weltcup
- Zwei Platzierungen unter den besten fünf, weitere neunmal unter den besten zehn

### Österreichische Meisterschaften
- Österreichische Meisterin im Riesenslalom 1969